# باري دين
باري دين (بالفرنسية: Barry Dean)‏ (و. 1955  م) هو لاعب هوكي الجليد كندي.

## روابط خارجية
- باري دين على موقع دوري الهوكي الوطني (الإنجليزية)
- باري دين على موقع EliteProspects.com (الإنجليزية)
- باري دين على موقع HockeyDB.com (الإنجليزية)
- باري دين على موقع Hockey-Reference.com (الإنجليزية)